# Dorothea Puente
Dorothea Helen Gray (9 de enero de 1929 - 27 de marzo de 2011) fue una asesina en serie estadounidense condenada a cadena perpetua. En la década de 1980, Puente instaló una casa de huéspedes en Sacramento, California, y cobró los cheques del Seguro Social de sus huéspedes de edad avanzada y con discapacidad mental. Los que se quejaron fueron asesinados y enterrados en su patio. La prensa bautizó a su casa como "La casa de la muerte".

## Antecedentes
Nació el 9 de enero de 1929 como Dorothea Helen Gray en Redlands, California fue hija de Trudy Mae Yates y Jesse James Gray. Sus padres trabajaban como recolectores de algodón. Su padre murió de tuberculosis cuando ella tenía ocho años de edad, en 1937. Su madre murió en un accidente de motocicleta en 1938. Fue enviada a un orfanato hasta que unos familiares de Fresno, California, la llevaron a vivir con ellos. Años más tarde, ella mintió sobre su infancia, diciendo que ella era una de las tres niñas que nacieron y se criaron en México.
En 1945, se casó por primera vez, a la edad de 16 años, con un soldado llamado Fred McFaul, que acababa de regresar del Pacífico. Dorothea tenía dos hijas entre 1946 y 1948, pero ella envió a una a sus parientes en Sacramento, y la otra la entregó en adopción.
Dorothea quedó embarazada de nuevo en 1948, pero sufrió un aborto involuntario. A finales de 1948, McFaul la dejó. Humillada por el abandono, Dorothea mentiría sobre este matrimonio y afirma que su esposo murió de un ataque al corazón a los pocos días de su unión. Ella trató de falsificar cheques, pero finalmente fue capturada y condenada a un año de prisión; fue puesta en libertad condicional después de seis meses. Poco después de su liberación quedó embarazada de un hombre al que apenas conocía y dio a luz a una hija, a la que dio en adopción. En 1952 se casó con un sueco llamado Axel Johanson y, de este, tuvo un hijastro de 14 años fruto de un matrimonio turbulento.
En 1960, fue arrestada por poseer y administrar un burdel y fue sentenciada a 90 días en la cárcel del Condado de Sacramento. Después de su liberación, fue detenida de nuevo, esta vez por vagancia, y condenada a otros 90 días en la cárcel. Después de eso, ella comenzó una carrera criminal que con el tiempo se hizo más grave. Encontró trabajo como auxiliar de enfermería al cuidado de personas con discapacidad y de edad avanzada en casas particulares. En poco tiempo, comenzó a gestionar pensiones.
Se divorció de Johanson en 1966 y se casó con Roberto Puente, un hombre 19 años menor que ella, en la Ciudad de México. El matrimonio solo duró dos años. Poco después de que terminó el matrimonio, Dorothea Gray se hizo cargo de una casa de tres pisos, con 16 dormitorios en 2100 F Street en Sacramento, California. Gray se casó por cuarta vez en 1976 con Pedro Montalvo, que era un alcohólico violento. El matrimonio solo duró unos meses, y Puente comenzó a pasar tiempo en los bares locales en busca de hombres mayores que estaban recibiendo beneficios. Falsificó sus firmas para robar su dinero, pero finalmente fue capturada y acusada de 34 cargos de fraude de tesorería. Durante el periodo de libertad condicional continuó cometiendo el mismo fraude. De acuerdo con la Corte de Apelaciones de California, en 1981 Gray alquiló un apartamento del segundo piso en 1426 F Street, en el centro de Sacramento. Los nueve asesinatos de los que fue acusada en 1988 (si bien fue declarada culpable en 1993 de tres) se asociaron a este apartamento del segundo piso y no con la anterior casa de huéspedes de 16 habitaciones.

## Asesinatos
La reputación de Gray en la casa de huéspedes era diversa. Algunos inquilinos se quejaban de su tacañería y se quejaron de ella porque se negaba a darles su correo o su dinero; otros la elogiaban por sus pequeños actos de bondad o por sus generosas comidas caseras. Los motivos de Gray para matar a los inquilinos eran financieros, según estimaciones de la policía sus ingresos eran de un total de más de 5000 dólares al mes. Los asesinatos parecen haber comenzado poco después de que Gray alquiló el hogar de 1426 F Street. En abril de 1982, una señora de 61 años de edad, amiga y socia de negocios, Ruth Monroe, fue a vivir con Gray en su apartamento de arriba, pero pronto murió de una sobredosis de codeína y Tylenol. Gray le dijo a la policía que la mujer estaba muy deprimida porque su marido tenía una enfermedad terminal. Ellos le creyeron y concluyeron en que el incidente fue un suicidio.
Unas semanas más tarde, la policía volvió después de que un jubilado de 74 años de edad, de nombre Malcolm McKenzie (una de las cuatro personas mayores que Gray fue acusada de drogar), acusó a Gray de drogarle y robarle. Fue declarada culpable de tres cargos de robo el 18 de agosto de 1982 y condenado a cinco años de cárcel, en donde ella comenzó a codearse con un jubilado de 77 años de edad que vivía en Oregon, llamado Everson Gillmouth. Una amistad de amigos por correspondencia nació, y cuando Gray fue puesta en libertad en 1985 tras cumplir solo tres años de su sentencia, la estaba esperando un Ford pickup rojo 1980. Su relación se desarrolló rápidamente, y la pareja pronto fue haciendo planes de boda. Abrieron una cuenta bancaria conjunta pagando 600 dólares al mes para el alquiler el apartamento de arriba de 1426 F Street en Sacramento.
En noviembre de 1985, Gray contrató a Ismael Flórez para instalar algunos paneles de madera en su apartamento. Por su trabajo y el pago de 800 dólares, Gray le dio un Ford pickup rojo 1980 en buen estado, ella manifestó que pertenecía a su novio en Los Ángeles y que ya no lo necesitaba. Ella pidió a Flórez construir un cuadro de 6×3×2 pies para almacenar "los libros y otros artículos". Luego pidió a Flórez que transportara la caja llena, cerrada y clavada a un depósito de almacenamiento. Flórez estuvo de acuerdo, y Gray se unió a él. En el camino, sin embargo, ella le dijo que se detuviera mientras estaban en la carretera del jardín en el condado de Sutter y volcó la caja en la orilla del río en un vertedero. Gray le dijo que el contenido de la caja era solo basura. El 1 de enero de 1986, un pescador vio el cajón a cierta distancia de la orilla del río y de inmediato informó a la policía. Los investigadores encontraron un cuerpo en estado de descomposición y no identificable de un anciano en el interior. Gray continuó recogiendo las pensiones de Everson Gillmouth y escribió cartas a su familia, y explicó que la razón por la que no se había contactado con ellos fue porque estaba enfermo. Ella seguía manteniendo  en su negocio "alojamiento y comida", teniendo a cuarenta nuevos inquilinos. El cuerpo de Gillmouth permaneció sin identificar durante tres años.
Gray continuó aceptando inquilinos de edad avanzada, y era popular entre los trabajadores sociales locales, porque ella aceptaba "casos difíciles", incluidos los drogadictos y los inquilinos molestos. Recogía el correo mensual de los inquilinos antes de que lo vieran y les pagaba ciertas cantidades, embolsándose el resto para "gastos". Durante este periodo, los agentes de libertad condicional fueron y visitaron a  Gray, que había recibido la orden de permanecer lejos de las personas mayores y abstenerse de manipular los controles del gobierno, un mínimo de quince veces en la residencia. Nunca hicieron observaciones.
Las sospechas despertaron cuando los vecinos se dieron cuenta de las actividades raras de un alcohólico sin hogar conocido solo como "Jefe", a quien Gray afirmó que había "adoptado" y para la que hacía trabajos personales. Gray le pidió a "Jefe" que cavara en el suelo del sótano y tirara la basura lejos en una carretilla. En ese momento, el sótano estaba cubierto con una losa de hormigón. "Jefe" en una especie de garaje al patio trasero instaló una losa de hormigón fresco allí también. Poco después "Jefe" desapareció.

## Arresto y encarcelamiento
El 11 de noviembre de 1988, la policía preguntó después de la desaparición del inquilino Álvaro Montoya, un esquizofrénico con discapacidades del desarrollo cuya trabajadora social había denunciado su desaparición. Después de percatarse de la tierra removida en la propiedad, descubrieron el cuerpo del inquilino León Carpenter, de 78 años. A continuación se encontraron siete cuerpos y Gray se hizo responsable de un total de nueve asesinatos, fue declarada culpable de tres y condenada a cadena perpetua.
Durante la investigación inicial, Gray no fue inmediatamente sospechosa, y se le permitió salir de la propiedad, con el pretexto de comprar una taza de café en un hotel cercano. En su lugar, después de comprar el café, huyó de inmediato a Los Ángeles, donde se hizo amiga de Charles Willgues, un jubilado al que conoció en un bar. El pensionista, sin embargo, la reconoció por informes de la policía en la televisión y llamó a las autoridades.
Su juicio se trasladó al condado de Monterrey, California, en un cambio de movimiento local presentado por sus abogados, Jerry Clymo y Peter Vlautin, III. El juicio comenzó en octubre de 1992 y finalizó un año después. El fiscal, John O'Mara, era el supervisor de homicidios en la oficina del Fiscal de Distrito del Condado de Sacramento.
O'Mara llamó a más de 130 testigos. Sostuvo ante el jurado que Gray había usado pastillas para dormir para poner sus inquilinos a dormir, tras lo que los asfixiaba, y contrató a otros para cavar los agujeros en su patio.
La defensa llamó a varios testigos que mostraron que Gray tenía un lado generoso y cariñoso con ella. Los testigos, incluyendo a su hija perdida, testificaron cómo Gray les había ayudado en su juventud y los guio a una carrera exitosa. Expertos en salud mental testificaron sobre la deficiente crianza de Gray y la forma en que la motivó para ayudar a los menos afortunados. Al mismo tiempo, se acordó que había un lado malvado provocado por el estrés del cuidado de sus inquilinos.

## Condena
Según la ley, Dorothea Grey recibió cadena perpetua sin posibilidad de libertad condicional. Fue encarcelada en la Penitenciaría Central de Mujeres de California (PCDM) en Chowchilla, condado de Madera, California. Durante el resto de su vida mantuvo su inocencia, insistiendo en que todos sus inquilinos habían muerto por "causas naturales".

## Muerte
Murió el 27 de marzo de 2011 en la prisión en Chowchilla, California a la edad de 82 años por causas naturales.

## En la cultura popular
- Dorothea Helen Grey apareció en las "Historias de Fantasmas" en Discovery Channel, Biography Channel e History Television.
- En 1998, comenzó a codearse con Shane Bugbee, quien llevó a cabo una extensa entrevista con ella en el transcurso de varios años. Comenzó a enviarle recetas y, en 2004, se publicó el libro "Cocinar con un asesino en serie". Incluía una larga entrevista, casi 50 recetas, y varias piezas de arte hechas en prisión, todo enviado a Bugbee por la asesina convicta..[5]
- Apareció en la serie Las verdaderas mujeres asesinas en el episodio "Depredadoras" de la segunda temporada, 2008.[6]
- La casa de 1426 F Street en Sacramento ha sido visitable.[7]
- La serie de investigación Discovery, "Un extraño en mi casa", habla de Dorothea Gray en el primer episodio," La casa de los horrores".